# Tibor Meingast

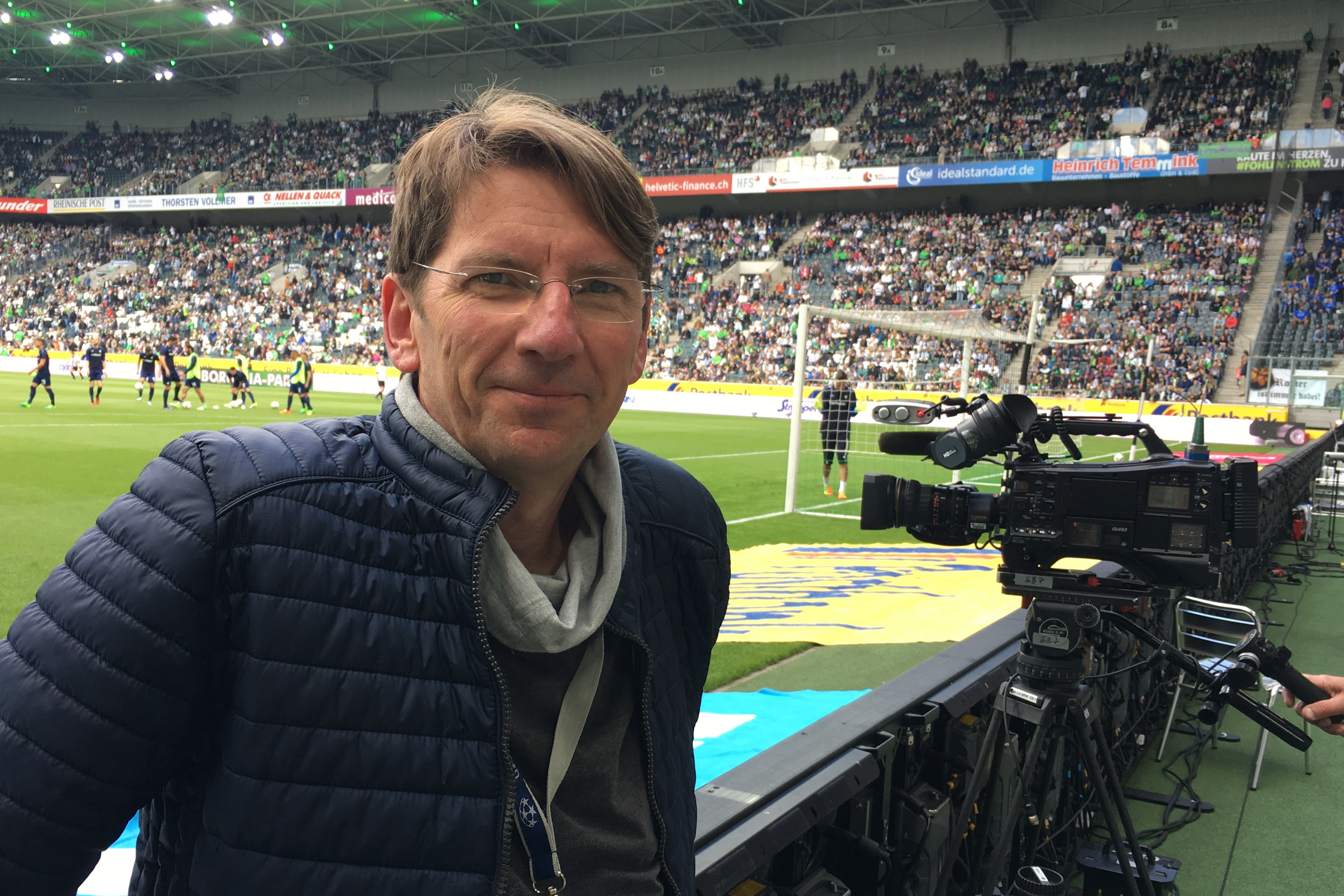
Tibor Meingast im Stadion MG (2017)

Tibor Meingast (* 1959 in Fulda) ist ein deutscher Journalist.
Seit 1991 gehört er der Sportredaktion des ZDF an und berichtet aus der Fußball-Bundesliga sowie von Welt- und Europameisterschaften. Bei Olympischen Spielen ist er seit 2004 Kommentator für Wasserball und Schießsport. Seine Fernsehtätigkeit begann er 1985 beim Hessischen Rundfunk; seit 1975 war er für die Fuldaer Zeitung und den Gießener Anzeiger tätig.
Er schreibt gelegentlich für Printmedien wie die Süddeutsche Zeitung, Frankfurter Allgemeine Zeitung, Die Zeit und 11 Freunde und hat mehrere Bücher im Klartext-Verlag und im Verlag Die Werkstatt veröffentlicht. In seinem Buch Der Zeuge von Lens (2011) hat er die Geschichte des französischen Polizisten Daniel Nivel, der während der Fußballweltmeisterschaft 1998 von deutschen Hooligans fast totgeschlagen wurde, aufgearbeitet. 1983 und 1988 machte Meingast beide juristische Staatsexamina, war aber nie als Jurist tätig.
Meingast ist verheiratet, hat vier Kinder und lebt seit 1994 in Bottrop.

## Schriften
- Bottroper Geschichten. Gesichter einer Ruhrgebietsstadt. 2008.
- Der Zeuge von Lens. Die Werkstatt, Göttingen 2011, ISBN 978-3-89533-773-4.
- Bottroper Geschichten. Bottrop und die Bundesliga. 2015.